# Золото любви
«Золото любви» — тринадцатый студийный альбом российской певицы Татьяны Булановой, выпущенный в ноябре 2001 года на лейбле Iceberg Music.

## Об альбоме
По словам самой певицы, данный альбом является «логическим продолжением» первой совместной работы с композитором Олегом Попковым — позапрошлого альбома «Мой сон». Основным отличием от предыдущего лонгплея певица назвала аранжировки: «они гораздо жестче, агрессивнее и звучат современнее». Автором десяти песен в альбоме является Олег Попков. Две песни, «Закружилась» и «Если б можно узнать», написали Натан и Димитриус Тамбовский. Продюсером всех песен в альбоме выступил Николай Тагрин.
Альбом был записан в студии «Маэстро» в мае-августе 2001 года. Оригинальное название альбома было «Золотая пора», однако за месяц до релиза альбом стал распространяться нелегально из-за кражи «пиратами» оригинальных фонограмм, вследствие чего альбом пришлось переименовать в «Золото любви».

## Отзывы критиков
Алексей Мажаев в своей рецензии для InterMedia заявил, что Буланова неотразима, когда впадает в крайность, однако он был немного разочарован, поскольку в этот раз певица обошлась без экспериментов. Тем не менее, автор признал, что Олег Попков сочинил, хороший и разнообразный альбом, похожий на сложную геометрическую фигуру, грани которой — разные музыкальные стили. По его мнению, Буланова находится внутри этого дико неправильного куба и аккуратно балансирует между теми жанрами, в которых успела себя попробовать. Особенно он отметил песню «Падаю я» — красивую, по его мнению, балладу без выкрутасов. Подводя итог, он выразил опасение, как бы певица не осталась узницей куба, исполнительницей мейнстрима собственного образца, и призвал её впасть в новую крайность.

## Список композиций
| №                   | Название               | Длительность |
| ------------------- | ---------------------- | ------------ |
| 1.                  | «Закружилась»          | 4:06         |
| 2.                  | «Плакала любовь»       | 5:20         |
| 3.                  | «Золотая пора»         | 4:26         |
| 4.                  | «Далеко-долго»         | 5:05         |
| 5.                  | «Ты не любила»         | 4:41         |
| 6.                  | «Снежная королева»     | 4:24         |
| 7.                  | «Падаю я»              | 4:23         |
| 8.                  | «Красивая любовь»      | 4:22         |
| 9.                  | «Ты не люби его»       | 5:04         |
| 10.                 | «Если б можно узнать…» | 4:07         |
| 11.                 | «Грустная повесть»     | 4:54         |
| 12.                 | «Белые ночи»           | 4:40         |
| Общая длительность: | Общая длительность:    | 55:35        |

## Участники записи
- Аранжировка — Lotos (1-3, 5, 6, 9-12), Дмитрий Кузнецов (4, 7), Олег Попков (8)
- Запись вокала — Дмитрий Кузнецов
- Сведение — Игорь Павлов
- Музыка — Натан (1, 10)
- Музыка, слова — Олег Попков (2-9, 11-12)
- Слова — Димитриус Тамбовский (1, 10)
- Продюсер, фото — Николай Тагрин

Сведения взяты из аннотации к альбому.